# Sabinópolis (kommun)
Sabinópolis är en kommun i Brasilien.   Den ligger i delstaten Minas Gerais, i den sydöstra delen av landet, 600 km sydost om huvudstaden Brasília. Antalet invånare är 15 707.
Följande samhällen finns i Sabinópolis:
- Sabinópolis

I omgivningarna runt Sabinópolis växer huvudsakligen savannskog. Runt Sabinópolis är det glesbefolkat, med 20 invånare per kvadratkilometer.